# Mià e il Migù
Mià e il Migù (Mia et le Migou) è un film d'animazione del 2008 diretto da Jacques-Rémy Girerd. Ha vinto l'European Film Awards per il miglior film d'animazione nel 2009.

## Riconoscimenti
- 2009 - European Film Awards
  - European Film Awards per il miglior film d'animazione